# Ebo (spindelsläkte)
Ebo är ett släkte av spindlar. Ebo ingår i familjen snabblöparspindlar.

## Dottertaxa tillEbo, i alfabetisk ordning[1]
- Ebo albocaudatus
- Ebo andreannae
- Ebo bharatae
- Ebo bucklei
- Ebo californicus
- Ebo cantralli
- Ebo carmineus
- Ebo contrastus
- Ebo creosotis
- Ebo dispar
- Ebo distinctivus
- Ebo dondalei
- Ebo eremus
- Ebo evansae
- Ebo fuscus
- Ebo halophilus
- Ebo iviei
- Ebo latithorax
- Ebo macyi
- Ebo magnificus
- Ebo meridionalis
- Ebo merkeli
- Ebo mexicanus
- Ebo oblongus
- Ebo parabolis
- Ebo patellaris
- Ebo patellidens
- Ebo pepinensis
- Ebo punctatus
- Ebo redneri
- Ebo texanus